# Josef Hasenöhrl
Josef Hasenöhrl, avstrijski veslač, * 5. maj 1915, † 13. marec 1945.
Hasenöhrl je v enojcu za Avstrijo nastopil na Poletnih olimpijskih igrah 1936 v Berlinu in tam osvojil srebrno medaljo. 